# 7708 Fennimore
7708 Fennimore (1994 GF9) là một tiểu hành tinh vành đai chính được phát hiện ngày 11 tháng 4 năm 1994 bởi S. Ueda và H. Kaneda ở Kushiro.